# Trận Muong Khoua
Trận Muong Khoua diễn ra từ ngày 13 tháng 4 đến ngày 18 tháng 5 năm 1953, ở miền bắc Lào trong chiến dịch Thượng Lào  lần thứ nhất trong chiến tranh Đông Dương thuộc Pháp. Một đơn vị đồn trú gồm hơn chục quân Pháp và 300 quân Lào chiếm một đồn kiên cố trên ngọn đồi phía trên làng Muong Khoua, đối diện Điện Biên Phủ. Mường Khoua là một trong những tiền đồn cuối cùng của Pháp ở Bắc Lào sau quyết định của Bộ chỉ huy tối cao Pháp bố trí một số đơn vị đồn trú biệt lập trong khu vực nhằm câu giờ để củng cố các thành phố lớn của Lào chống lại cuộc tấn công của Việt Minh.
Nhiều đơn vị đồn trú trong số này đã được ra lệnh qua radio củng cố công sự và chiến đấu với lực lượng Việt Minh đang đến gần. Sau khi một cứ điểm vệ tinh ở Sốp-Nao thất thủ, quân đội tại Muong Khoua dưới sự chỉ huy của Đại úy Teullier đã kháng cự lực lượng bao vây của Việt Minh trong 36 ngày trong khi được hỗ trợ bởi các cuộc không kích và tiếp liệu thả từ trên không. Lực lượng nhỏ của Pháp đã đẩy lùi một số cuộc tấn công trực tiếp và chịu đựng một loạt trận pháo kích. Hai trong số ba cứ điểm của tiền đồn cuối cùng đã thất thủ vào sáng sớm ngày 18 tháng 5, và đến giữa trưa thì lực lượng Pháp đã bị đánh bại.
Bốn người lính, hai người Pháp và hai người Lào, đã đến được một vị trí khác của Pháp cách đó 50 km sau sáu ngày đi xuyên rừng, tuy nhiên, không ai khác trốn thoát. Quá trình kháng cự của quân đồn trú Pháp tại Muong Khoua đã trở thành tiếng kêu gọi tập hợp phổ biến của quân đội Pháp ở Đông Dương cũng như đóng vai trò là tiền đề cho các chiến lược của Pháp và Việt Minh tại Trận Điện Biên Phủ vào năm sau.

## Hậu quả
Các phương tiện truyền thông Việt Nam và Pháp đã dành sự quan tâm đáng kể cho cuộc xung đột, và các tờ báo trên toàn thế giới đã đưa tin về trận chiến. Bernard Fallđã lưu ý về tầm quan trọng của trận chiến là "anh hùng ca" trong cả năm 1961 của ông Street Without Joy và năm 1967 Hell in a Very Small Place. Tờ báo Anh The Times bắt đầu đưa tin về cuộc xung đột vào ngày 23 tháng 4, báo cáo cuộc rút lui từ Sop Nao đến Mường Khoua. Tuy nhiên, mặc dù xác định chính xác một nửa lực lượng tấn công của Việt Minh, báo này đánh giá lực lượng đóng quân ở cứ điểm mẹ là 1.000. Trận chiến nhận được rất ít sự chú ý trước khi đồn này bị thất thủ, tuy nhiên sau khi đơn vị đồn trú đó bị đánh bại, báo cáo vẫn tích cực khi nghĩ đến những người Pháp còn sống sót và suy đoán về tương lai của sự hiện diện của quân đội Pháp và chỉ huy mới, Henri Navarre. Bộ chỉ huy tối cao Pháp đưa ra nhận định về thất bại ở Mường Khoua năm Communique No. 14, nêu rõ "Trong đêm 17 rạng ngày 18 tháng 5, đồn Mường Khoua đã kiên cường kháng cự ngay từ đầu cuộc tổng tiến công của Việt Minh, nay đã gục ngã trước lực lượng đông đảo của quân xung phong.."
Tháng 1 năm 1954, Muong Khoua bị quân Lào tái chiếm, sau đó lại bị Sư đoàn 316 của Việt Minh đánh chiếm. Chỉ huy người Lào, người sống trong làng cùng vợ, đã bị giết tại nhà riêng trước cuộc tấn công. Các tiểu đoàn của Binh đoàn Lê dương Pháp và lực lượng Lào bị tổn thất trong cuộc rút lui của những người sống sót trong đồn trú. Khu vực Muong Khoua sau này trở thành một tuyến đường tiếp tế quan trọng qua Điện Biên Phủ cho Việt Minh và đến năm 1963 là địa điểm của một dự án xây dựng cho Đường 19 được đề xuất.
Người Pháp sau này sử dụng các bài học kinh nghiệm tại Mường Khoua và trận Nà Sản năm 1952 trong các kế hoạch phòng thủ của họ tại Điện Biên Phủ, trong khi Việt Minh đến lượt mình sẽ sử dụng các chiến thuật bao vây và bóp nghẹt tương tự ở đó. Tầm quan trọng của cầu hàng không để duy trì đường tiếp tế, hỗ trợ pháo binh mạnh mẽ để ngăn chặn các cuộc tấn công bằng số lượng quân đông áp đảo của Việt Minh, và nhu cầu về các đồn bố trí biệt lập để hỗ trợ lẫn nhau, cũng là những chiến thuật quan trọng được người Pháp áp dụng trong cả hai cuộc xung đột. Sự biến mất của dân thường địa phương trước đây thân Pháp, vốn là điềm báo trước cho cuộc tấn công của Việt Minh, cũng được quân Điện Biên Phủ ghi nhớ. Đối với Việt Minh, khả năng của họ trong việc cô lập và tiêu diệt các cứ điểm riêng lẻ trong khi duy trì các pháo binh ẩn giấu và các ụ vũ khí hỗ trợ ngoài tầm với của các cuộc không kích và pháo binh của Pháp đã được mài dũa trong cả hai trận đánh, cũng như thông lệ sử dụng các cuộc tấn công bằng chiến thuật biển người của họ.